# Данилов ученик
Данилов ученик (14. век) је био именом непознати (анонимни) српски средњовековни писац, који је први започео рад на допуњавању Даниловог зборника, састављеног од житија српских владара и архиепископа, која је написао српски архиепископ Данило II (1324—1337). Иако се Даниловом ученику не зна ни световно ни монашко име, према краткој белешци се зна да је од стране свог учитеља био храњен, вољен и поучаван, што се сматра поузданим доказом да је био монах и виши црквени служитељ.

## Живот
Припадао је ужем кругу сарадника краља Стефана Душана, који је после смрти Данила II (1337), поставио свога логотета (канцелара) за архиепископа и тиме покушао да српску цркву стави под свој јачи утицај.

## Књижевни рад
Данилов ученик је написао три житија: Житије краља Стефана Уроша III (Дечанског), Житије краља Душана (недовршено, само до времена настајања зборника Животи краљева и архиепископа српских (1337—40)) и Житије архиепископа Данила II. 
Претпоставља се да је од житија које је саставио архиепископ Данило и од својих, која је између 1337. и 1340. писао по истом обрасцу, начинио целину, зборник Животи краљева и архиепископа српских (тзв. Данилов зборник). Његово приповедање је хроничарско, усмерено на спољашње догађаје (нпр. опис одбране Хиландара; опис битке код Велбужда), по чему излази из оквира старе поетике представљања унутрашњих духовних вредности и језичко–стилских узлета.
Књижевном делатношћу Даниловог ученика настављено је не само дело архиепископ Данила, већ је тиме продужена и традиција писања српских житија, коју су започели ранији ствараоци, попут Стефана Првовенчаног, Светог Саве, Доментијана и Теодосија.

## Извори и литература
Извори
- Богдановић, Димитрије, ур. (1988). Теодосије: Житија (PDF). Београд: Просвета; Српска књижевна задруга. Архивирано из оригинала 24. 07. 2021. г. Приступљено 30. 01. 2025.
- Даничић, Ђура, ур. (1865). Животи Светога Симеуна и Светога Саве, написао Доментијан. Београд: Државна штампарија.
- Даничић, Ђура, ур. (1866). Животи краљева и архиепископа српских, написао архиепископ Данило и други. Загреб: Штампарија Светозара Галца.
- Мак Данијел, Гордон, ур. (1989). Данилови настављачи: Данилов Ученик, други настављачи Даниловог зборника (PDF). Београд: Просвета; Српска књижевна задруга. Архивирано из оригинала 30. 01. 2025. г. Приступљено 30. 01. 2025.
- Мак Данијел, Гордон; Петровић, Дамњан, ур. (1988). Данило Други: Животи краљева и архиепископа српских: Службе (PDF). Београд: Просвета; Српска књижевна задруга. Архивирано из оригинала 20. 01. 2025. г. Приступљено 30. 01. 2025.
- Маринковић, Радмила, ур. (1988). Доментијан: Живот Светога Саве и Живот Светога Симеона (PDF). Београд: Просвета; Српска књижевна задруга. Архивирано из оригинала 27. 06. 2023. г. Приступљено 30. 01. 2025.
- Мирковић, Лазар; Радојчић, Никола, ур. (1935). Архиепископ Данило: Животи краљева и архиепископа српских (PDF). Београд: Српска књижевна задруга. Архивирано из оригинала 30. 01. 2025. г. Приступљено 30. 01. 2025.

Литература
- С. Новаковић: Народна традиција и критичка историја, Отаџбина 1880, књ. V, бр. 17;
- И. Павловић: Књижевни радови архиепископа Данила II, Београд 1888:
- Текст Ђорђа Сп. Радојичића у: Енциклопедија Југославије, Загреб, ЈЛЗ, 1984, том III, стр 383.
- Н. Радојчић: О архиепископу Данила II и његовим настављачима (предговор преводу Л. Мирковића: Живот краљева и архиепископа српских). Београд 1935, стр. V—XXIX;
- М. Кашанин: Данилов настављач, Срска књижевност у средњем веку, Београд 1975, стр. 234—252;
- Димитрије Богдановић: Историја старе српске књижевности, Београд, СКЗ, 1980.
- Дејан Михаиловић: Византијски круг (Мали речник ранохришћанске књижевности на грчком, византијске и старе српске књижевности), Београд, „Завод за уџбенике“, 2009, стр. 57.